# Commander Steel
Comandante Acero (también Steel o Citizen Steel) es el nombre de tres personajes de ficción publicados por DC Comics, todos miembros de la misma familia. El primer Comandante aparece en Steel, The Indestructible Man # 1 (1978), publicada por DC Comics, siendo creación de Gerry Conway y Don Heck. Sus historias se establecieron en la Segunda Guerra Mundial. Los dos personajes sucesivos en compartir su nombre son nietos del primer Comandante Acero.
Nate Heywood / Acero, su abuelo Henry Heywood / Commander Steel y el padre de Nate, Hank Heywood, aparecen en Legends of Tomorrow, interpretados por Nick Zano, Matthew MacCaull y Thomas F. Wilson respectivamente.

## La historia editorial
Acero apareció por primera vez con serie propia, en 1939, escrita por Gerry Conway, quien se encargaba asimismo de escribir Capitán América. Sin embargo, la serie fue cancelada después de sólo 5 números y más tarde, el Comandante hizo una aparición como invitado en la Liga de la Justicia de América. Otras apariciones lo tuvieron como miembro del All-Star Squadron, durante los sucesos ocurridos en la Segunda Guerra Mundial. Luego de varios años, se establece como un personaje recurrente en cuatro números de la serie Eclipso, donde se narra su asesinato. Posteriormente, el personaje del primer Comandante es retomado en el número #2 de la serie DC Universe: Legacies (2010), cómic que relataba las vidas de superhéroes de la Edad de Oro.
A partir de 1984, el segundo Acero apareció como uno de los personajes principales en Justice League of America, hasta su cancelación en el crossover Legends en 1987. Hizo una aparición varios años más tarde en el número 38 de Justice League America, una continuación de la Liga de la Justicia Internacional, donde fue asesinado. En 2006, jugó un papel de liderazgo póstuma en un solo arco argumental de la JLA Classified, que narraba una aventura previamente no revelada de la Detroit-era JLA. En 2010, jugó un papel importante en Liga de la Justicia de América (vol. 2), durante los dos números que servirían de enlace con Blackest Night, donde resucitó temporalmente.
El tercer Acero hizo su debut en el 2007, relanzamiento de la Sociedad de la Justicia de América, donde apareció durante varios años hasta que el equipo se dividió en dos grupos separados, por los escritores Bill Willingham y Matt Sturges. En la actualidad se presenta como uno de los personajes principales en JSA All-Stars. En The New 52 se hace referencia a su existencia en Earth 2, bajo el nombre de Capitán Acero.

## Biografía ficticia

### Henry Heywood(Commander Steel I)
Henry Heywood era un estudiante de biología talentoso, trabajando a cargo del Dr. Giles Gilbert para desarrollar una fórmula bioretardante especial, cuando la Segunda Guerra Mundial (WWII) se desató. Casi se había graduado de Princeton al estallar la guerra y decidió unirse a la Marina de Estados Unidos, cuando el ejército alemán invadió Polonia. Él estaba enamorado de la hija del Dr. Giles, de nombre Gloria, con quien tiene una relación. Gloria no estaba de acuerdo con la decisión de Henry a unirse al esfuerzo bélico y le abandona. Algún tiempo después, cuando defendía su base militar de algunos saboteadores, dirigidos por el hombre que se convertiría en Baron Blitzkrieg, Hank fue atrapado en una explosión que lo dejó al borde de la muerte.
Al existir una leve posibilidad de supervivencia, su antiguo profesor realiza una cirugía extensa en él, logrando la mejora de su cuerpo dañado con dispositivos mecánicos de acero que le daban una fuerza sobrehumana, velocidad y durabilidad. A petición del doctor Giles, Heywood mantiene sus dotes recién descubiertas en secreto, y volvió al servicio militar en una posición "de escritorio". Frustrado por no poder ayudar más directamente, Heywood adoptó el personaje del enmascarado héroe "Steel", e intentó robar el armamento de la base militar donde trabajó (para motivar la guerra en sus camaradas) cuando algunos rebeldes irrumpieron en la base. Heywood derrotó a los mismos, y se embarcó en esta nueva profesión, luchando contra amenazas extranjeras y otros criminales antes de que América entrara en guerra.
Las alteraciones médicas a su cuerpo junto con la malla de armadura de su uniforme hicieron a Hank Heywood convertirse en el héroe conocido como Steel, el Hombre Indestructible. Acero participó en varias misiones y más tarde se unió al Escuadrón de All Star en el combate en curso contra las potencias del Eje. Después de su primera misión con los All-Stars, Steel obtuvo el rango de Comandante. Después de Crisis en Tierras Infinitas, gran parte de la historia del Comandante Steel fue desarrollándose en New Earth, siendo un miembro de Shadow Fighters de Amanda Waller y muriendo finalmente junto con otros héroes en lucha contra Eclipso en el lado oscuro de la Luna.

### Hank Heywood III(Commander Steel II)
La segunda caracterización de Steel fue Henry "Hank" Heywood III, nieto del primer Comandante. El comandante, devenido en un poderoso industrial, incorpora los mismos componentes mecanizados que él poseía en su nieto, aún con la desaprobación de éste. Heywood III era un miembro del equipo "Justice League Detroit", y fue herido de muerte en la batalla contra un androide perteneciente a uno de los enemigos clásicos del equipo, el profesor Ivo. Su cuerpo se mantuvo preservado en el JLA Bunker hasta que fue descubierto y destruido por Despero. Aunque originalmente se dijo que Heywood había llevado a cabo cirugías innecesarias a su nieto, más tarde se declaró en Justice League of America #260 que si no hubiera realizado esos procedimientos en su nieto, "Hank hubiera muerto... hace años".
En un crossover de la Liga de la Justicia con The Blackest Night Hank regresó como un Black Lantern. Junto con su excompañero de equipo Vibe (también un Linterna Negro) se enfrentó a Vixen y Gypsy, sus excompañeros de equipo, durante la era de Liga de la Justicia Detroit. Después de hostigar y batallar contra Gypsy su conexión con el Anillo de Poder Negro fue cortada y su cuerpo Linterna destruido por la Dr. Light.

### Nathan HeywoodCommander Steel III, Citizen Steel o Steel
El relanzamiento de Justicia de la Sociedad de América cuenta con otro miembro de la familia Heywood, quien debutó en la Sociedad de la Justicia de América #2 con el nombre de Nathan "Buckeye" Heywood.
Nathan es el nieto de "Hank" Heywood y el primo de Henry III Heywood. Anteriormente una estrella del fútbol en la Universidad Estatal de Ohio, Nathan se retiró después de la rotura de su rótula de la rodilla y tenía una pierna amputada debido a una infección no diagnosticada. El incidente dejó a Nathan adicto a los analgésicos.
Mientras asistía a una reunión familiar, Nathan y su familia fueron atacados por el Fourth Reich, un grupo armado por Vandal Savage para destruir la Sociedad de la Justicia de América y asegurarse de que no había relación con los héroes originales para continuar su legado. Este ataque resulta en la mayoría de la familia Heywood siendo brutalmente asesinada, incluyendo al hermano y la madre de Nathan, que fueron convertidos en estatuas por el villano Reichsmark. Justo cuando Nathan estaba a punto de recibir un trato similar apuñaló con su muleta la boca del villano que le hizo escupir sangre metálica por todas partes. Finalmente Hawkman aparece para salvar a los restantes miembros de la familia Heywood, unos pocos niños, y lleva a Nathan con el Dr. Mid-Nite, que le informa que su cuerpo por alguna razón está absorbiendo la sangre metálica, entrando Nathan entra en coma.
Durante este coma una pierna metálica crece donde su amputación estaba antes. Eventualmente él se despierta y se da cuenta de que con su nueva pierna ha ganado fuerza sobrehumana y que su cuerpo es una especie de acero orgánico debido a su absorción de las propiedades de la sangre de Reichmark. Para regular su fuerza Nathan recibe un traje especial que actúa como una segunda piel. Finalmente tiene una causa en su vida, Nathan toma el nombre Citizen Steel y adopta el legado de su abuelo y su primo convirtiéndose en un miembro de la Sociedad de la Justicia de América.

### The New 52:Captain Steel
En el reinicio de la continuidad de DC Cómics, Captain Steel fue re-imaginado por James Robinson para su serie, Earth-2. Apareció por primera vez en Earth-2 Annual #1, y fue ilustrado por Julius Gopez. La versión moderna de Hank se revela como un joven asiático de ascendencia filipina. Se dice que Hank era originalmente un niño nacido con una enfermedad degenerativa de los huesos que lo habría matado cerca de su cumpleaños número 18, y que su padre había sustituido todos sus huesos con un metal experimental para salvar su vida (aunque también lo hacía incapaz de percibir sentimientos). Durante la invasión de la Tierra-2 por parte de Darkseid, el padre de Hank se quitó la vida y destruyó su investigación con el fin de evitar que los Parademons pusieran sus manos en él.

## Poderes y Habilidades Especiales
Después de ser herido en un ataque a su base, científico militar reemplaza sus huesos con un tubo de aleación de acero. Esto acabaría dando sus muchos poderes y habilidades
- Durabilidad sobrehumana: Comandante Acero tiene barras de acero en lugar de huesos y placas de metal sustituyendo su cráneo.
- Velocidad sobrehumana: Los micro-motores en todas sus combinaciones, dándole mayor velocidad.
- Agilidad sobrehumana: También debido a sus micro-motores en sus articulaciones, él reacciona con mayor rapidez a los ataques enemigos y también puede saltar grandes distancias.
- Resistencia sobrehumana: Heywood tiene pulmones artificiales que le permiten estar bajo el agua alrededor de 20 minutos. Él también tiene dispositivos que ayudan al bombeo de su sistema circulatorio.
- Fuerza sobrehumana: Debido a que su sistema óseo está formado por grandes piezas de metal, sus huesos se colocan fuertes y tienen efectos de gran alcance sobre los enemigos en la batalla.
- Experto combatiente: Heywood tiene conocimientos básicos de combate cuerpo a cuerpo y técnicas de defensa personal.
- Intelecto: Haywood era muy inteligente y altamente versado en Biología y Anatomía Humana.

## Participación en otros medios

### Televisión
- Hank Heywood apareció varias veces como Comandante Acero durante las tres temporadas de Liga de la Justicia Ilimitada, sobre todo durante la final de la serie, "Destructor". Fue visto en "Inicio" y "Pánico en el cielo", donde con Halcón y Lince (Widcat) luchó contra varios clones de los Ultimen, incluyendo un de clon Longshadow. En "Destructor", él fue enviado junto a Sayera Hol y Calavera Atómica a ayudar a derrotar a las fuerzas de Darkseid que estaban repartidos por todo el mundo. Shayera recibe una lanza en su ala, causando su debilitamiento y el colapso. Como él está luchando, Comandante Acero ve que un parademonio se está preparando para atacar a Shayera herida, agarra un escudo y la lanza al estilo Capitán América contra el parademon, lo que implica que posiblemente fue decapitado. También en "Destroyer", se le ve corriendo por la escalera de la torre de Metro con Vibe, Vixen y Gipsy, los cuatro personajes creados por Gerry Conway.
- Tres personajes basados en los Heywood aparecen en Legends of Tomorrow:
  - El historiador Dr. Nathaniel "Nate" Heywood / Steel (interpretado por Nick Zano)[12][13] se presenta en la segunda temporada como un hemofílico hasta que se le inyecta un súper suero que Eobard Thawne le dio a los nazis antes de que las Leyendas recuperaran él y el Dr. Ray Palmer lo modificó para salvar a Nate. Después de recibir el suero, se convierte en un metahumano con la capacidad de transformarse en una forma de acero y otorga una superfuerza. Nate toma el nombre de "Steel" y se une a las Leyendas en sus aventuras antes de dejarlas en el final de la serie después de que pierde sus poderes debido a la exposición al gas mostaza y se retira al Tótem del Viento para mantener su relación con Zari Tomaz.
  - El abuelo de Nate, Henry Heywood I / Commander Steel, también aparece en la segunda temporada, interpretado por Matthew MacCaull. Esta versión es un miembro de la Sociedad de la Justicia de América que operó durante la década de 1940 antes de desaparecer y ser dado por muerto en la década de 1950. En realidad, Henry y la Sociedad de la Justicia ayudaron a Rip Hunter a dividir la Lanza del Destino en varios fragmentos y protegerlos en diferentes momentos, con Henry protegiendo su fragmento en la década de 1970, durante la cual se convirtió en comandante de vuelo de la NASA. Henry más tarde se sacrificaría para salvar a las Leyendas de la Legión del Mal.
  - El padre de Nate y el hijo de Henry, Henry "Hank" Heywood II , aparece en la cuarta temporada, interpretado por Thomas F. Wilson. Esta versión es el fundador principal de Time Bureau que trabaja en secreto con el demonio Neron para capturar criaturas místicas y entrenarlas para usarlas en el parque temático "Heyworld", que se basó en un dibujo que Nate hizo cuando era niño. Después de descubrir que Nate es un superhéroe, Hank intenta romper su asociación con Neron, solo para morir. Al descubrir las verdaderas intenciones de Hank, las Leyendas realizan su sueño.